# Episodi di Bugs - Le spie senza volto (seconda stagione)
La seconda stagione della serie televisiva Bugs - Le spie senza volto è stata trasmessa in anteprima nel Regno Unito dalla BBC One tra il 6 aprile 1996 e il 22 giugno 1996.
| nº | Titolo originale      | Titolo italiano | Prima TV UK    | Prima TV Italia |
| -- | --------------------- | --------------- | -------------- | --------------- |
| 1  | What Goes Up...       |                 | 6 aprile 1996  |                 |
| 2  | ...Must Come Down     |                 | 13 aprile 1996 |                 |
| 3  | Bugged Wheat          |                 | 20 aprile 1996 |                 |
| 4  | Whirling Dervish      |                 | 27 aprile 1996 |                 |
| 5  | Blackout              |                 | 4 maggio 1996  |                 |
| 6  | Gold Rush             |                 | 11 maggio 1996 |                 |
| 7  | Schrodinger's Bomb    |                 | 25 maggio 1996 |                 |
| 8  | Newton's Run          |                 | 1º giugno 1996 |                 |
| 9  | The Bureau of Weapons |                 | 8 giugno 1996  |                 |
| 10 | A Cage for Satan      |                 | 22 giugno 1996 |                 |